# Silva de Arriba
Silva de Arriba, es una aldea española situada en la parroquia de San Miguel de Sarandón, del municipio de Vedra, en la provincia de La Coruña, Galicia. Según el IGE a fecha de 2021 cuenta con una población de 31 habitantes.